# 26688 Wangenevieve
26688 Wangenevieve este un asteroid din centura principală de asteroizi.

## Descriere
26688 Wangenevieve este un asteroid din centura principală de asteroizi. A fost descoperit pe 19 martie 2001 la Socorro, New Mexico, în cadrul proiectului LINEAR. Asteroidul prezintă o orbită caracterizată de o semiaxă mare de 2,89 ua, o excentricitate de 0,02 și o înclinație de 2,9° în raport cu ecliptica.